# Domenico Mordini
Domenico Mordini (Génova, 7 de abril de 1898-Génova, 12 de marzo de 1948) fue un deportista italiano que compitió en vela en la clase 8 Metre. Participó en los Juegos Olímpicos de Berlín 1936, obteniendo una medalla de oro en la clase 8 Metre.

## Palmarés internacional
| Juegos Olímpicos | Juegos Olímpicos  | Juegos Olímpicos | Juegos Olímpicos |
| Año              | Lugar             | Medalla          | Clase            |
| ---------------- | ----------------- | ---------------- | ---------------- |
| 1936             | Berlín (Alemania) | Medalla de oro   | 8 Metre          |